# Old Kilpatrick
Old Kilpatrick is een dorp in de Schotse council West Dunbartonshire in het historisch graafschap Dunbartonshire gelegen aan de oevers van de rivier Clyde ongeveer 5 kilometer van Clydebank.